# 松平直之 (明石藩主)
松平 直之（まつだいら なおゆき）は、江戸時代中期の大名。播磨国明石藩5代藩主。官位は従五位下左兵衛佐。直良系越前松平家6代。

## 生涯
明和4年（1768年）、江戸藩邸にて4代藩主・松平直泰の長男として誕生。安永6年（1777年）に元服し、直泰より直之の諱を与えられる。天明4年（1784年）、世嗣として処次郎の通称を名乗る。初めて10代将軍・徳川家治に御目見する。父の隠居により家督を継ぐ。従五位下に叙任され、左兵衛佐を名乗る。天明5年（1785年）、盛岡藩10代藩主・南部利正の娘・富姫と婚約した。
天明6年（1786年）、江戸藩邸で死去した。享年20。弟・直周が家督を継いだ。

## 系譜
- 父：松平直泰（1749-1804）
- 母：園子
- 婚約者：富姫 - 南部利正娘
- 養子
  - 男子：松平直周（1773-1828） - 松平直泰の三男